# Castlevania: The Adventure

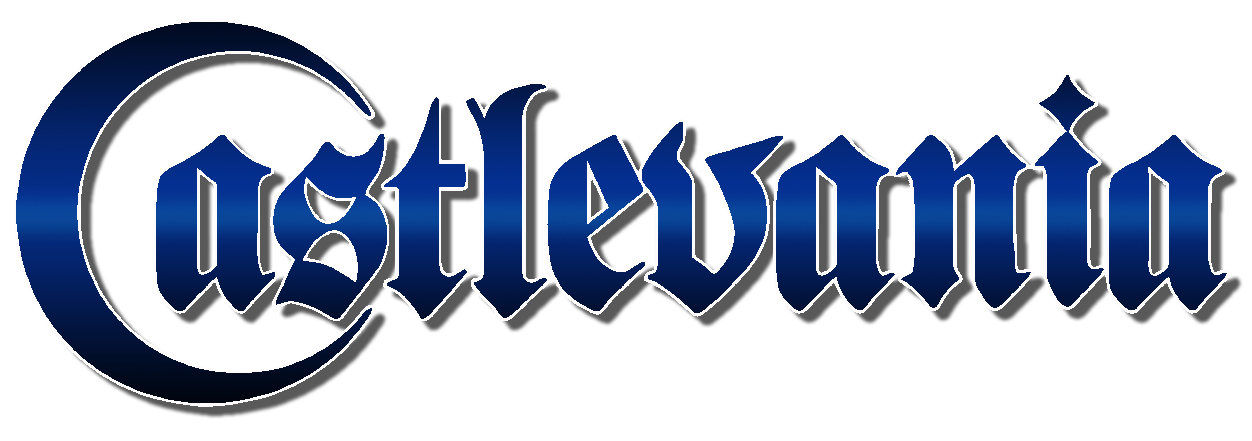
Logo de Castelvania

Castlevania: The Adventure (ドラキュラ伝説 Dracula Densetsu lit. The Legend of Dracula) es un videojuego de la saga de Castlevania, producida y distribuida por Konami, fue lanzado el 27 de octubre de 1989 en Japón para la videoconsola Game Boy.

## Historia
Drácula se dio cuenta de que resucitar prematuramente no sería buena idea, y por ello esperaría a que se cumpliesen los cien años de rigor que han de pasar para recuperar todos sus poderes y resucitar, con la ventaja de que los Belmont que viviesen entonces no sabrían de su existencia real, pensando que fue totalmente derrotado y muerto a manos de Trevor. Como era de esperar, regresó de su tumba transcurridos 100 años, convencido de que su plan había funcionado y que, tras creerle muerto, los Belmont se habrían marchado de Wallachia. Pero estaba equivocado. Christopher Belmont sería el nuevo miembro de los Belmont que se lo demostraría. Cruzando las peligrosas tierras de Wallachia y recorriendo los lugares más allá de las inexpugnables murallas de Castlevania, Christopher llegó a encontrarse cara a cara con el conde Drácula. Pero esta vez todo fue diferente: durante el enfrentamiento con Christopher, Drácula se dio cuenta de que sería más inteligente huir, ya que nunca podría derrotar a un Belmont sin aumentar sus poderes o encontrara una forma de deshacerse de la saga de CazaVampiros. Y así, Drácula se transformó en una densa niebla ante los golpes de látigo de Christopher, huyendo fuera del castillo que empezaba a desmoronarse y haciendo creer a Christopher que estaba derrotado, pero sin embargo vivía y pudo permanecer en su forma material, convertido en vampiro, acechando nuevamente.

## Gameplay
El juego consta de cuatro etapas, y a diferencia de otros juegos de Castlevania, no cuenta con sub-armas, pero los corazones se utilizan para restaurar la salud. El jugador tiene tres vidas, después de lo cual el juego termina. El látigo puede ser mejorado a cadena y después en lanza llamas (sigue siendo látigo, pero puede lanzar una bola de fuego), pero los daños enemigos degradan un nivel del látigo. Tampoco hay escaleras, a diferencia de otros juegos de Castlevania. Al final de cada nivel hay un jefe a enfrentar. Los jugadores pueden utilizar cristales, corazones y cruces de oro. También hay un punto de venta, y por cada 10,000 puntos de experiencia, el jugador recibe una vida extra. Cada etapa tiene un límite de tiempo para completar el nivel, y al no completarla a tiempo, se pierde una vida.

## Cómic
Una serie de libros de historietas fueron publicados en el 2005 por IDW Publishing, llamado Castlevania: The Belmont Legacy, que se centró en el personaje de Christopher Belmont.